# Снукер с шестью красными

Положение шаров на столе в начале игры в six-reds

Снукер с шестью красными (англ. six-red snooker, иногда встречаются названия six-reds, 6-red, super 6s) — укороченный вариант игры в снукер. Главное отличие от стандартного снукера — количество красных на столе. В начальной позиции вместо 15 их только 6. Размеры игрового стола такие же, как и в «классической» версии — 3.7х1.8 м. Матчи в снукере с шестью красными проходят быстрее из-за меньшего количества шаров. «Six-reds» был создан в основном с целью популяризации снукера, поскольку в таком виде игра смотрится более зрелищно и матчи проходят более динамично. Первый официальный чемпионат мира по этой игре прошёл в Ирландии в 2009 году, а победителем стал снукерист-профессионал Марк Дэвис, обыгравший в финале Марка Уильямса 6:3.
Турниры по снукеру с шестью красными проводились и раньше — к примеру, Sangsom 6 Red World Grand Prix в Таиланде стартовал в 2008 году. В мае 2009, во время чемпионата мира по классическому снукеру, проводился выставочный турнир по «six-reds». В финале встретились 13-летний Росс Мюйр и ветеран Тони Ноулз; Ноулз выиграл матч.
Некоторые известные игроки, в частности, Джимми Уайт и Алистер Картер высказались в поддержку нововведению.

## Правила
Изначально правила six-reds ничем не отличались от общепринятых снукерных правил, однако после внесения некоторых поправок в снукере с шестью красными появились ещё 3 особенности:
1. Отсутствует правило «фол и мисс»;
2. После любого фола со стороны соперника снукерист имеет три варианта продолжить игру: играть со сложившейся в результате предыдущего удара позиции, отдать удар сопернику либо взять биток и играть с любого места (за исключением ситуации, когда ему необходим снукер);
3. После забитого красного игрок не может ставить снукер на заказанном цветном.